# Tricholaena
Tricholaena es un género de plantas herbáceas de la familia de las gramíneas o poáceas. Es originario de África, Madagascar, Islas Canarias y Mediterráneo. Comprende 63 especies descritas y de estas, solo 5 aceptadas.

## Taxonomía
El género fue descrito por Heinrich Adolph Schrader y publicado en Mantissa 2: 8, 163. 1824.
Etimología
El nombre del género deriva de las palabras griegas trichos (pelo) y chlaena (manto), refiriéndose a las espiguillas de seda.

## Especies aceptadas
A continuación se brinda un listado de las especies del género Tricholaena aceptadas hasta noviembre de 2014, ordenadas alfabéticamente. Para cada una se indica el nombre binomial seguido del autor, abreviado según las convenciones y usos.	
- Tricholaena atropurpura (Voss.) Hort. ex Vilmorin
- Tricholaena capensis (Licht. ex Roem. & Schult.) Nees
- Tricholaena monachne (Trin.) Stapf & C.E.Hubb.
- Tricholaena teneriffae (L.f.) Link
- Tricholaena vestita (Balf.f.) Stapf & C.E.Hubb.